# Gwidon z Avesnes
Gwidon z Avesnes (zm. 29 maja 1317) – biskup Utrechtu od 1301, pochodzący z dynastii z Avesnes.

## Życiorys
Gwidon był synem Jana I z Avesnes i Adelajdy, córki hrabiego Holandii i Zelandii Florisa IV. Jego brat Jan II z Avesnes został hrabią Hainaut oraz hrabią Holandii i Zelandii. 
W 1301 Gwidon został wybrany przez część kanoników z Utrechtu tamtejszym biskupem, podczas gdy inna część kanoników uciekła do Deventer i wybrała na biskupa Adolfa z Waldeck. Jeszcze w tym samym roku Adolf został mianowany przez papieża biskupem Liège, co pozostawiło Utrecht w rękach Gwidona. W 1302 uzyskał on papieską akceptację, a w 1303 otrzymał sakrę biskupią.
Jako biskup wspierał politykę swego brata Jana II, a następnie bratanka Wilhelma Dobrego. Podczas wojny przeciwko hrabiemu Flandrii został w 1303 lub 1304 wzięty do niewoli. Podczas jego nieobecności władzę w mieście Utrecht przejęły tutejsze gildie. Gdy Gwidon powrócił z niewoli pod koniec 1305, musiał uznać ich pozycję
W 1310 wydał statuty, które miały utrzymać dyscyplinę wśród duchowieństwa w diecezji. W 1311 wziął udział w soborze w Vienne, gdzie miał podobno odmówić przyjęcia godności kardynalskiej.
Został pochowany w katedrze św. Marcina w Utrechcie.